# Wilhelm I. (Burgund)

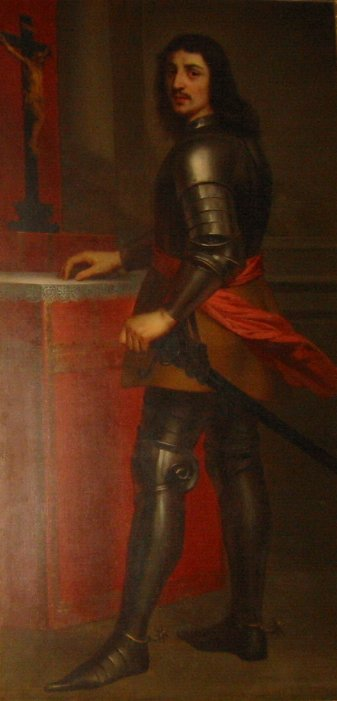
Gemälde in der Kathedrale von Besançon

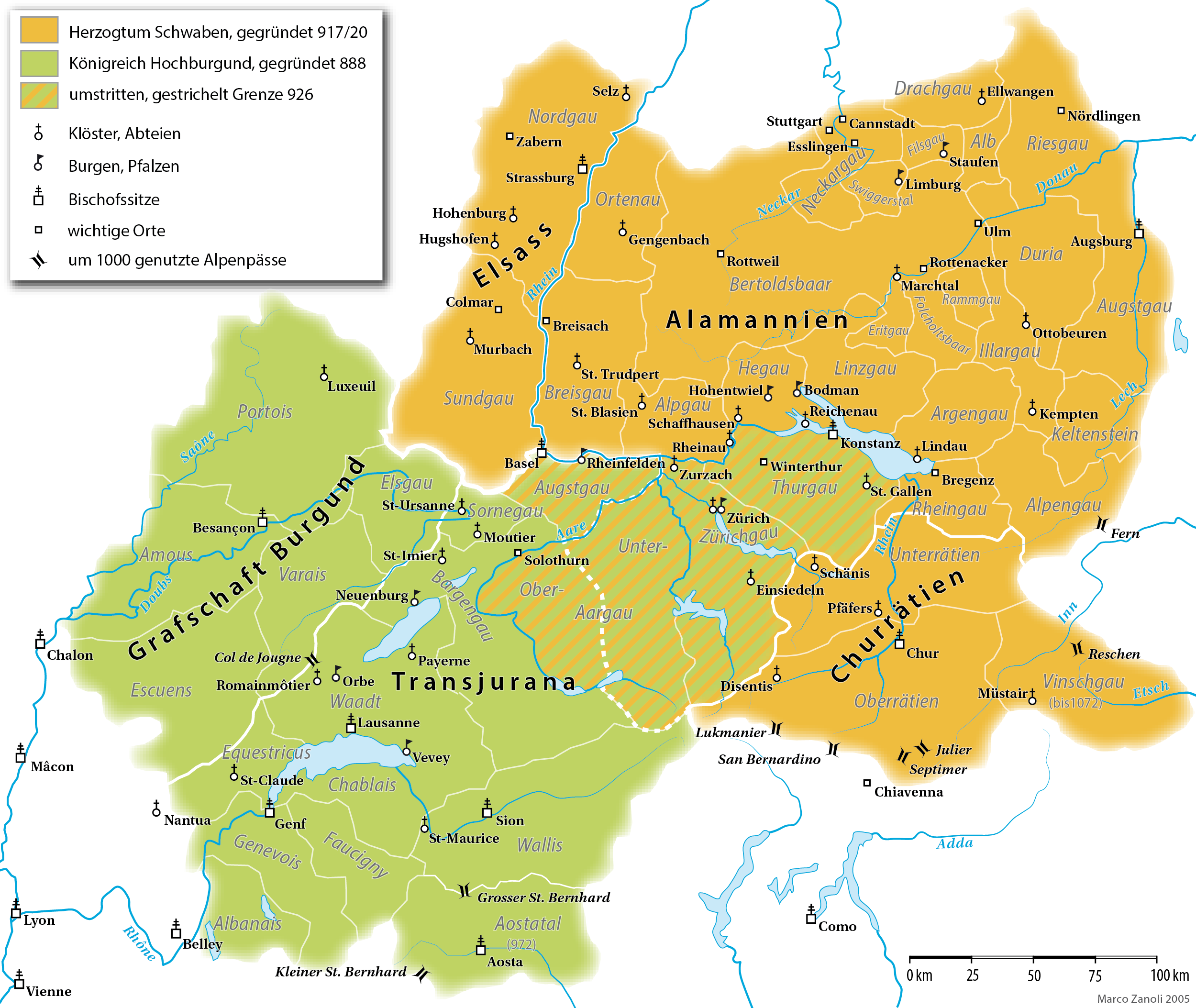
Das Königreich Hochburgund im 10. Jahrhundert mit der Grafschaft Burgund

Wilhelm I. der Große (französisch Guillaume I. le Grand oder Guillaume I. Tête Hardie; * 1020; † 12. November 1087 in Besançon) war Graf von Burgund und Mâcon. Er war der Sohn von Graf Rainald I. aus dem Haus Burgund-Ivrea und Adelheid von Normandie aus dem Haus der Rolloniden.

## Leben
1057 folgte er seinem Vater als Graf von Burgund. 1078 übernahm er auch die Grafschaft Mâcon, als sein Vetter, Graf Guido II., in die Abtei Cluny eintrat. Spätestens jetzt war er der mächtigste Mann der Region, dem es einige Jahre später auch gelang, das wichtigste Bistum der Grafschaft Burgund mit einem seiner sieben Söhne zu besetzen: Hugo wurde 1086 Erzbischof von Besançon. Ein Jahr nach seinem Tod wurde ein anderer Sohn, Guido, Erzbischof von Vienne; 1119 schließlich wurde Guido als Calixt II. Papst. Wilhelm empfing Heinrich IV. 1076 auf dessen Zug nach Canossa in Besançon und ermöglichte ihm den Zug über das Jura ins Gebiet der Grafen von Savoyen, scheint sich aber nicht am Konflikt zwischen Papst und König beteiligt zu haben.
Wilhelm I. wurde in der Kathedrale Saint-Étienne in Besançon beigesetzt. Als die Kathedrale im 18. Jahrhundert durch die Kathedrale Sainte-Jean ersetzt wurde, wurden die Gräber der Grafen von Burgund, auch das Wilhelms, transferiert.
Seine Söhne Rainald II. und Stephan I. wurden seine Nachfolger.

## Ehe
Wilhelm heiratete zwischen 1049 und 1057, also bereits zu Lebzeiten seines Vaters, Stephanie († 19. Oktober nach 1088), die zeitweise als Tochter von Graf Adalbert von Longwy, 1047 Herzog von Oberlothringen (Haus Châtenois) und Clémence de Foix angesehen wurde.
Diese Angabe zur Herkunft Stephanies stammt von Szabolcs de Vajay aus der Zeit um 1960; er traf die Aussage auf der Basis von zwei Dokumenten, mit denen er Adalbert die Grafschaft Longwy sowie eine Ehe mit Clémence, einer Tochter des Grafen von Foix zuwies; aus dieser Ehe sollten zwei Töchter stammen, Stephanie, die Ehefrau Wilhelms, und Ermesinde, Ehefrau von Wilhelm VII., Herzog von Aquitanien. Später korrigierte sich Vajay dahingehend, dass er die genannten Dokumente falsch interpretiert habe.
Folglich ist weiterhin ungeklärt, wer der Vater der beiden Frauen ist. Stephanie wird mittlerweile dem Haus Barcelona zugeordnet, Ermesinde und Longwy dem Haus Luxemburg. Clemence, anhand der das Auftauchen dieses Namens unter den Nachkommen Stephanies und Ermesindes erklärt werden sollte, wird nicht mehr als Ehefrau Adalberts angesehen. Tatsächlich ist nicht bekannt, ob Adalbert verheiratet war, folglich auch nicht der Name seiner Ehefrau bzw. die Existenz von Nachkommen.

## Nachkommen
- Odo (Eudes), † vor 1087
- Rainald (Renaud) II., † 1097 auf dem Ersten Kreuzzug, 1082 Graf von Mâcon, 1087 Graf von Burgund; ⚭ Regina von Oltigen, † nach 1097, Tochter von Graf Kuno und NN von Luxemburg, einer Tochter Graf Giselberts (Wigeriche)
- Wilhelm (Guillaume), † vor 1090
- Stephan I. Tollkopf (Étienne I. Tête-Hardi), † ermordet 27. Mai 1102 in Askalon, Graf von Mâcon, Seigneur de Varasque; ⚭ um 1090 Beatrix, † nach 1102
- Raimund (Raimond), † 24. Mai 1107 in Grajal de Campos, Graf von Amerous, 1093 Graf von Galicien und Coimbra; ⚭ 1087 in Toledo Urraca, * nach 1081, † 8. März 1126 in Saldana, Königin von Kastilien und León, Erbtochter von König Alfons VI., heiratete in zweiter Ehe September 1109 auf Schloss Munó (Burgos), Alfons I., 1104 König von Aragón und Navarra, † 7. September 1134 in Almuniente, die Ehe wurde 1114 annulliert, und in dritter (geheimer) Ehe Pedro González Conde de Lara, † 1130 in Bayonne
- Hugo (Hugues), † 13. November 1101, 1086 Erzbischof von Besançon
- Guido (Guy), 1088 bezeugt, † 13. November 1124, 1088 Erzbischof von Vienne, 1107/09 Administrator von Besançon, 1119 Papst Calixtus II.
- Stephanie (Étiennette), 1108 bezeugt; ⚭ Lambert François Prince de Royans, Seigneur de Peyriers, † nach 1119
- Sibylle, * wohl 1065, † nach 1103, als Witwe geistliche in der Abtei Fontevrault; ⚭ Eudes I. Borel, 1079 Herzog von Burgund, † 23. März 1103 (Älteres Haus Burgund)
- Ermentrude, † nach 8. März 1105, Erbin von Mömpelgard (Montbéliard); ⚭ um 1065 Dietrich I., 1093 Graf von Bar, † 2. Februar 1102/1105 (Haus Scarponnois)
- Gisela, † nach 1133; ⚭ I um 1090 Humbert II., 1080 Graf von Maurienne, 1094 Markgraf von Turin, † 19. Oktober 1103 (Haus Savoyen); ⚭ II Rainer, Markgraf von Montferrat, † 1135/37 (Aleramiden)
- Klementia (Clémence), † wohl 1133; ⚭ I vor 1092 Robert II., 1093 Graf von Flandern, † 5. Oktober 1111 (Haus Flandern); ⚭ II um 1125 Gottfried VI., 1106 Herzog von Niederlothringen, † 25. Januar 1139 (Haus Brabant)
- Bertha, † 19. Mai 1097/98; ⚭ 1093 vor 25. November Alfons VI., 1072 König von Kastilien, † 30. Juni 1109 (Haus Jiménez)